# Słupsk
Słupsk (in casciubo Stôłpsk, in tedesco Stolp) è una città polacca del voivodato della Pomerania. Ricopre una superficie di 43,15 km² e nel giugno 2007 contava 98770 abitanti. Si tratta della terza città più grande nella regione storica della Pomerania Occidentale (dopo Stettino e Koszalin).

## Storia
Nel 1310 divenne città libera, applicando il cosiddetto diritto di Lubecca. Dal 1368 al 1478 fu la capitale del Ducato di Słupsk, soggetta al Regno di Polonia come feudo.
Dal 1975 al 1998 è stata capitale del voivodato di Słupsk (voivodato che ha preceduto l'istituzione del voivodato della Pomerania).

## Quartieri
- Nadrzecze
- Ryczewo
- Śródmieście
- Westerplatte
- Zatorze

## Amministrazione

### Gemellaggi
Słupsk è gemellata con le seguenti città:
- Flensburgo
- Vordingborg
- Vantaa
- Cartaxo
- Bari
- Arcangelo
- Carlisle
- Buchara
- Ustka

## Galleria d'immagini

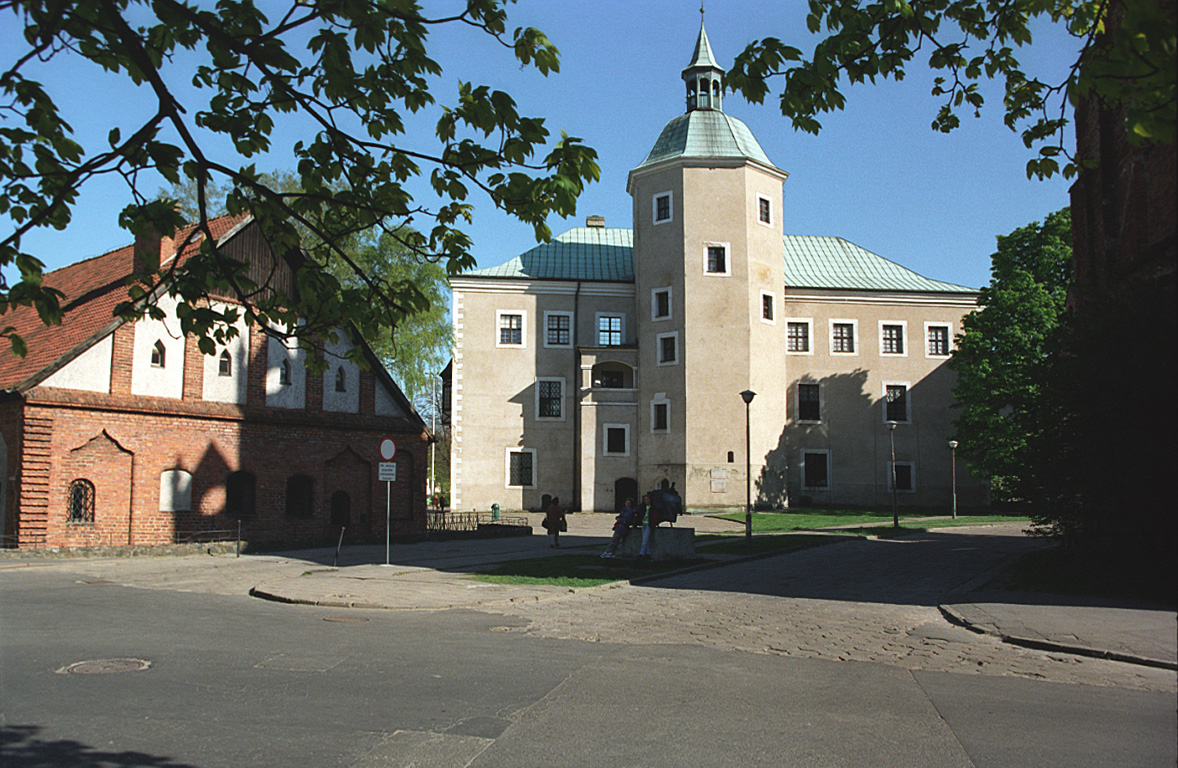
Il castello, ora un museo
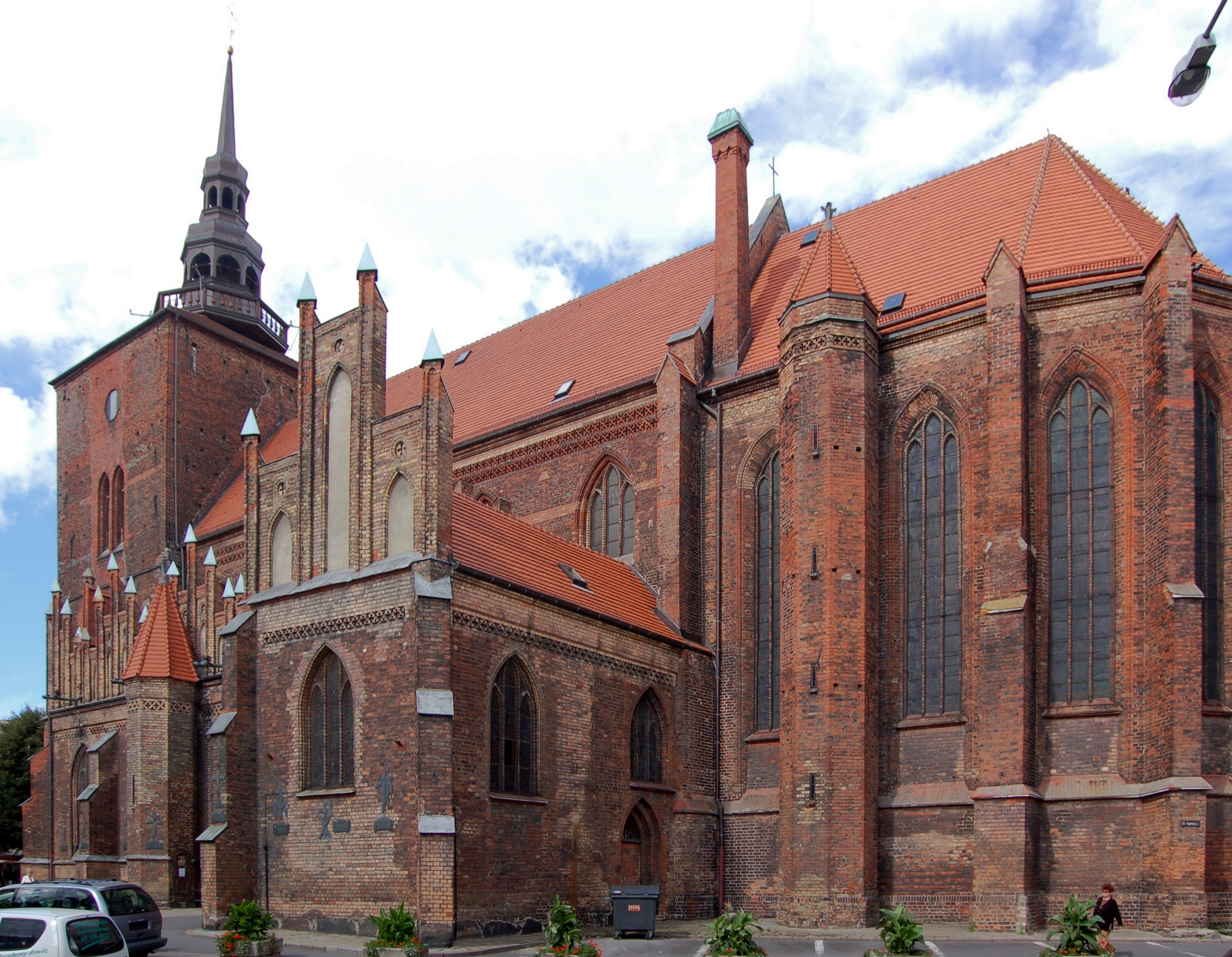
Chiesa di Santa Maria
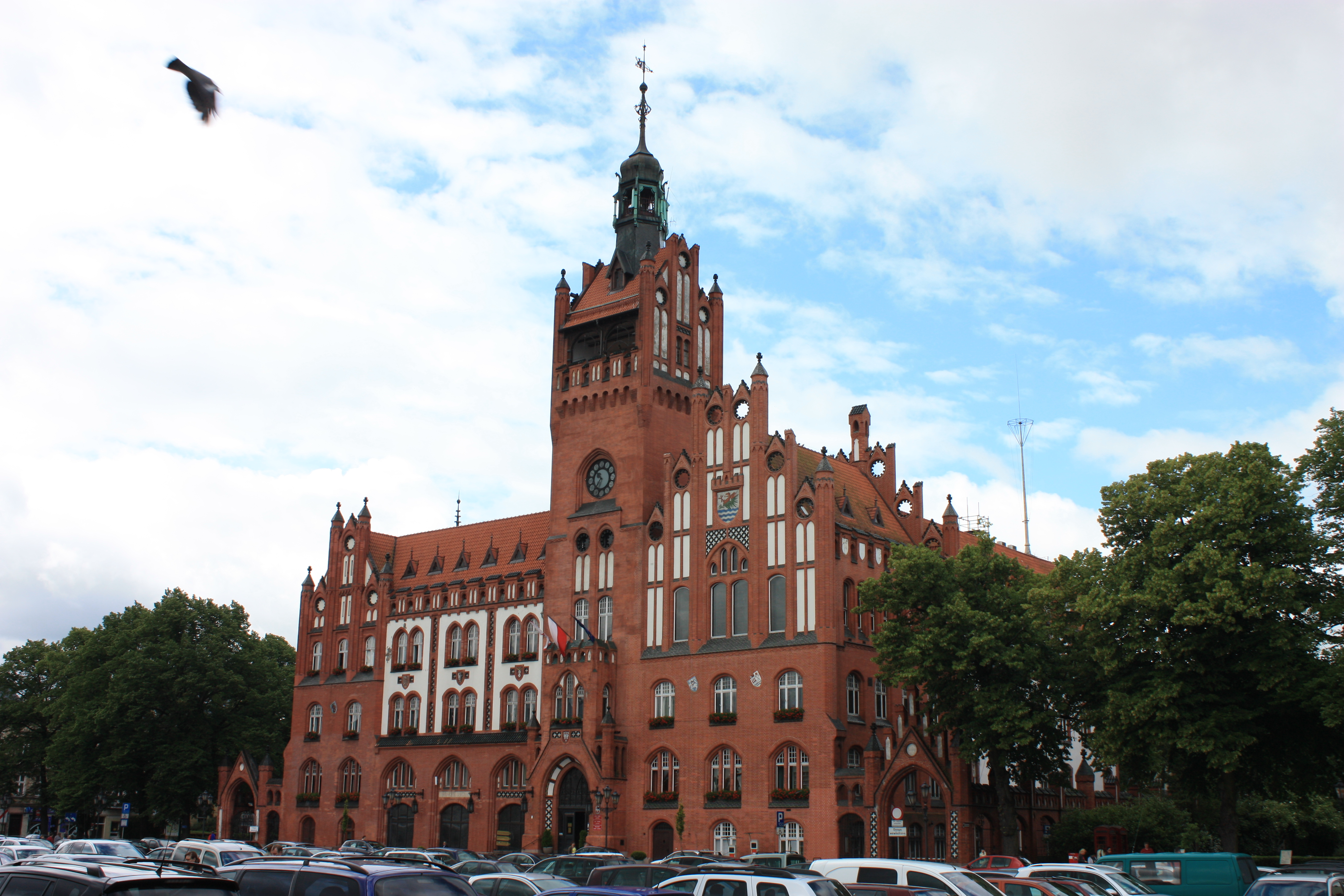
Municipio (Ratusz)
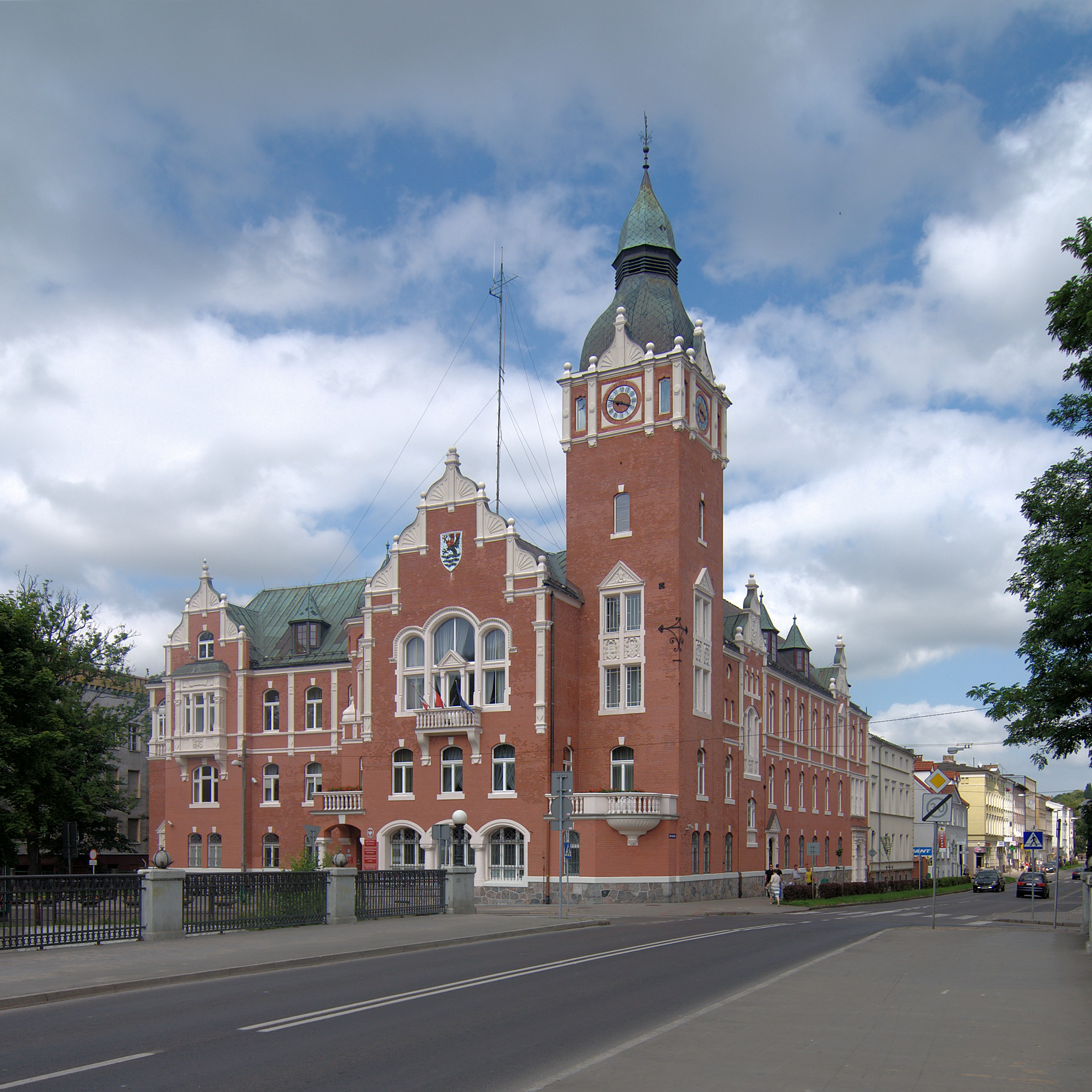
Ufficio distrettuale